# Specklinia trifida
Specklinia trifida là một loài thực vật có hoa trong họ Lan. Loài này được (Lindl.) F.Barros mô tả khoa học đầu tiên năm 2004.

## Hình ảnh

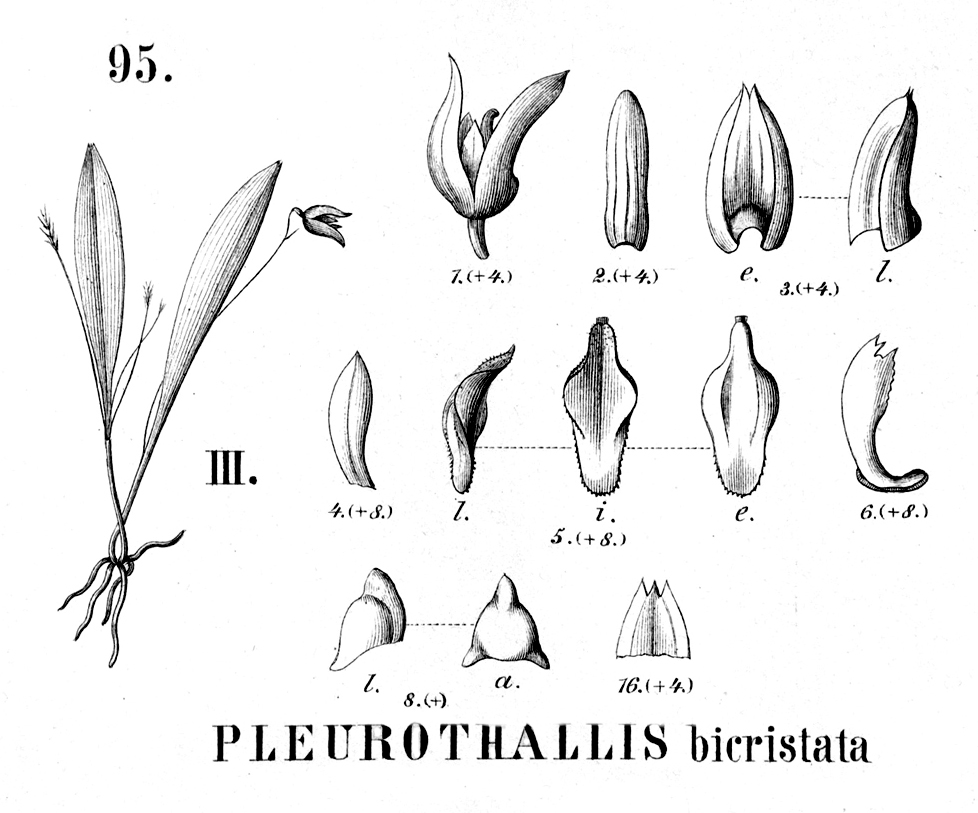